# Hockey pista
Hockey pista è un videogioco di hockey su pista pubblicato nel 1990 per i computer Amiga e Atari ST dalla Lindasoft di Monza. Si ritiene il primo videogioco mai commercializzato su questo sport.
Per Amiga fu pubblicato anche come Franco Girardelli Hockey nel 1991 dalla Aurea Distribuzione di Brescia, prendendo il nome da Franco Girardelli, all'epoca un importante giocatore del Roller Monza.
L'originale Hockey pista si proponeva anche come un aiuto per approfondire il linguaggio BASIC e le tecniche di programmazione di videogiochi, infatti veniva fornito insieme al proprio codice sorgente per AMOS BASIC (Amiga) o STOS BASIC (Atari ST) completamente aperto, incoraggiando l'utente a modificarlo.
Il gioco è in italiano e sembra essere uscito solo sul mercato italiano.

## Modalità di gioco
Il gioco si svolge con visuale dall'alto a schermo fisso sull'intero campo, disposto in orizzontale. Mancando lo scorrimento, l'area di gioco è relativamente piccola. In campo sono presenti quattro giocatori più il portiere per ogni squadra. Il giocatore controlla sempre l'hockeista più vicino alla palla, evidenziato da un triangolino. Il proprio portiere viene controllato simultaneamente dagli stessi comandi, ma può spostarsi solo lungo la linea di porta, e si deve usare il pulsante per fargli bloccare la palla. Gli hockeisti si possono attraversare senza toccarsi e non sono presenti falli.
Sono disponibili le 16 squadre del campionato italiano di Serie A1 1989-1990, i cui nomi e colori delle maglie sono personalizzabili.
Si può affrontare torneo a eliminazione diretta con tutte le squadre, incontro singolo contro il computer, o incontro a due giocatori in competizione (che richiedeva l'estensione dello STOS per il secondo joystick). La durata degli incontri è impostabile, tranne nel torneo dove è al minimo e seguita da un tempo supplementare con spareggio a oltranza.

## Sviluppo
Hockey pista venne interamente sviluppato con lo STOS BASIC su Atari ST e poi convertito all'AMOS BASIC su Amiga, che era stato messo in commercio da poco. Secondo il titolare della Lindasoft Doriano Benaglia, i due ambienti di sviluppo simili avevano avvicinato i due computer, e l'azienda disponeva di un programma che permetteva di leggere su AMOS i sorgenti realizzati con STOS. Bastavano poi alcune modifiche per completare il porting da un sistema all'altro, come avvenne infatti con questo gioco.
L'interesse per l'hockey su pista, rara presenza nel mondo dei videogiochi, venne anche dal fatto che lo stesso Benaglia era anche un dirigente del Roller Monza, squadra campione d'Italia 1990.
Hockey pista fu il primo titolo di un'insolita collana di videogiochi in BASIC con codice aperto, inizialmente soprannominati Brico-game (da bricolage, in riferimento alla possibilità di modifiche fai da te al programma). Il successivo fu Hypnotic Land, di tutt'altro genere. All'epoca erano disponibili anche molti programmi dilettantistici in pubblico dominio con codice aperto, ma secondo Benaglia i Brico-game commerciali si distinguevano per la grafica più professionale.